# Чемпионат России по лёгкой атлетике 2001
Чемпионат России по лёгкой атлетике 2001 года проводился 12—15 июля в Туле на стадионе «Арсенал». Соревнования являлись отборочными в сборную России на чемпионат мира по лёгкой атлетике, прошедший 3—12 августа в канадском Эдмонтоне. В чемпионате приняли участие более 900 спортсменов из 63 регионов страны. На протяжении 4 дней было разыграно 42 комплекта медалей. На протяжении всего турнира в Туле стояла жаркая погода: столбик термометра не опускался ниже отметки +30 градусов.
На чемпионате был показан ряд высоких результатов. В прыжке с шестом у женщин с новым рекордом Европы (4,70 м) победу одержала Светлана Феофанова. Ставшую второй юниорку Елену Исинбаеву она опередила на 40 см.
Олимпийский чемпион 2000 года в мужском прыжке в высоту Сергей Клюгин во второй раз в карьере стал летним чемпионом страны, по попыткам обойдя Ярослава Рыбакова и Алексея Кравцова. Все три спортсмена показали результат 2,31 м.
Победный дубль на спринтерских дистанциях 100 и 200 метров оформила Екатерина Лещёва — 11,25 и 22,70 соответственно.
Фаворитов мужского барьерного бега Евгения Печёнкина (110 м с/б) и Руслана Мащенко (400 м с/б) постигла схожая неудача — оба упали в своих финалах, не сумев преодолеть барьеры. В отличие от них, другие лидеры сборной России побеждали в Туле за явным преимуществом: Ольга Кузенкова в метании молота опередила ближайшую преследовательницу более чем на 10 метров, Татьяна Лебедева в тройном прыжке, Данил Буркеня и Татьяна Котова в прыжке в длину показали великолепные серии результатов, ставшие одними из лучших в мировом сезоне.
Сильнейший бегун России на дистанции 800 метров Юрий Борзаковский пропускал чемпионат в связи с участием в первенстве Европы среди молодёжи в Амстердаме, что стоило ему поездки на чемпионат мира.
На протяжении 2001 года в различных городах были проведены также чемпионаты России в отдельных дисциплинах лёгкой атлетики:
- 24—25 февраля — зимний чемпионат России по длинным метаниям (Адлер)
- 3—4 марта — зимний чемпионат России по спортивной ходьбе (Адлер)
- 18 марта — чемпионат России по горному бегу (вверх) (Кисловодск)
- 22 апреля — чемпионат России по бегу на 100 км (Черноголовка)
- 5 мая — чемпионат России по марафону (Москва)
- 12—13 мая — чемпионат России по суточному бегу по стадиону (Москва)
- 19 мая — чемпионат России по горному бегу (вверх-вниз) (Токсово)
- 16—17 июня — чемпионат России по спортивной ходьбе (Чебоксары)
- 8—9 сентября — чемпионат России по суточному бегу по шоссе (Санкт-Петербург)

## Медалисты

### Мужчины
| Дисциплина                          | Золото                                                                                      | Золото             | Серебро                                                                               | Серебро            | Бронза                                                                        | Бронза             |
| ----------------------------------- | ------------------------------------------------------------------------------------------- | ------------------ | ------------------------------------------------------------------------------------- | ------------------ | ----------------------------------------------------------------------------- | ------------------ |
| 100 м (ветер: +0,5 м/с)             | Сергей Бычков Омская область                                                                | 10,40              | Александр Смирнов Карелия                                                             | 10,49              | Дмитрий Васильев Нижегородская область                                        | 10,49              |
| 200 м (ветер: −0,3 м/с)             | Олег Сергеев Тюменская область                                                              | 20,82              | Сергей Бычков Омская область                                                          | 21,02              | Денис Бусовиков Пермская область Челябинская область                          | 21,08              |
| 400 м                               | Дмитрий Головастов Москва                                                                   | 45,81              | Андрей Семёнов Санкт-Петербург Свердловская область                                   | 45,97              | Виталий Игнатов Москва Брянская область                                       | 46,24              |
| 800 м                               | Борис Кавешников Свердловская область Московская область                                    | 1.45,82            | Сергей Кожевников Москва Рязанская область                                            | 1.46,25            | Артём Мастров Татарстан                                                       | 1.46,53            |
| 1500 м                              | Андрей Задорожный Москва Ярославская область                                                | 3.45,02            | Роман Тарасов Ростовская область                                                      | 3.45,97            | Александр Отмахов Чувашия Московская область                                  | 3.47,22            |
| 5000 м                              | Михаил Егинов Москва Вологодская область Ярославская область                                | 13.37,98           | Александр Васильев Москва Чувашия                                                     | 13.43,25           | Андрей Задорожный Москва Ярославская область                                  | 13.48,31           |
| 10 000 м                            | Дмитрий Семёнов Вологодская область                                                         | 29.07,3            | Александр Фёдоров Татарстан                                                           | 29.14,8            | Алексей Палагушин Курская область                                             | 29.16,5            |
| 3000 м с препятствиями              | Роман Усов Москва Курская область                                                           | 8.35,89            | Алексей Гуркин Пензенская область                                                     | 8.38,91            | Владимир Пронин Москва                                                        | 8.40,35            |
| 110 м с барьерами (ветер: −0,2 м/с) | Андрей Кислых Кемеровская область                                                           | 13,88              | Сергей Манаков Татарстан                                                              | 14,19              | Виктор Болкун Пермская область                                                | 14,20              |
| 400 м с барьерами                   | Борис Горбань Москва                                                                        | 48,54              | Владислав Ширяев Челябинская область                                                  | 49,63              | Александр Деревягин Кемеровская область                                       | 49,82              |
| Прыжок в высоту                     | Сергей Клюгин Москва                                                                        | 2,31 м             | Ярослав Рыбаков Москва Ярославская область                                            | 2,31 м             | Алексей Кравцов Московская область Ставропольский край                        | 2,31 м             |
| Прыжок с шестом                     | Василий Горшков Москва                                                                      | 5,75 м             | Евгений Смирягин Санкт-Петербург                                                      | 5,70 м             | Радион Гатауллин Санкт-Петербург                                              | 5,65 м             |
| Прыжок в длину                      | Данил Буркеня Москва                                                                        | 8,31 м (+0,8 м/с)  | Виталий Шкурлатов Волгоградская область                                               | 8,11 м (+2,0 м/с)  | Владимир Малявин Москва                                                       | 7,95 м (+0,6 м/с)  |
| Тройной прыжок                      | Виктор Гущинский Красноярский край                                                          | 16,91 м (+0,3 м/с) | Дмитрий Семенюк Приморский край                                                       | 16,53 м (+0,8 м/с) | Виталий Москаленко Москва                                                     | 16,49 м (+0,4 м/с) |
| Толкание ядра                       | Павел Чумаченко Иркутская область                                                           | 19,73 м            | Александр Сальников Татарстан                                                         | 19,03 м            | Андрей Немчанинов Москва                                                      | 18,72 м            |
| Метание диска                       | Дмитрий Шевченко Краснодарский край                                                         | 65,44 м            | Юрий Сеськин Санкт-Петербург                                                          | 63,31 м            | Александр Боричевский Санкт-Петербург                                         | 62,94 м            |
| Метание молота                      | Сергей Кирмасов Орловская область                                                           | 80,07 м            | Илья Коновалов Курская область                                                        | 80,05 м            | Василий Сидоренко Волгоградская область                                       | 80,03 м            |
| Метание копья                       | Сергей Макаров Московская область                                                           | 84,08 м            | Александр Иванов Санкт-Петербург                                                      | 83,55 м            | Юрий Рыбин Липецкая область                                                   | 79,08 м            |
| Десятиборье                         | Николай Афанасьев Татарстан                                                                 | 7812 очков         | Александр Штепа Ставропольский край                                                   | 7789 очков         | Сергей Никитин Кемеровская область                                            | 7686 очков         |
| Эстафета 4×100 м                    | Калининградская область Александр Охин Антон Спиридонов Александр Соколов Александр Корнеев | 40,63              | Нижегородская область Дмитрий Васильев Александр Гарный Алексей Коконин Сергей Блинов | 40,65              | Омская область Андрей Дерека Александр Макеев Евгений Григорьев Сергей Бычков | 40,72              |
| Эстафета 4×400 м                    | Свердловская область Эркен Исаков Александр Ладейщиков Денис Сивов Александр Усов           | 3.07,76            | Пензенская область Дмитрий Субботин Николай Медведев Владимир Гашин Алексей Аксёнов   | 3.10,43            | Москва · Роман Матвеев · Александр Рославец · Сергей Бабаев · Евгений Казарян | 3.10,68            |

### Женщины
| Дисциплина                          | Золото                                                                                       | Золото             | Серебро                                                                               | Серебро            | Бронза                                                                                    | Бронза             |
| ----------------------------------- | -------------------------------------------------------------------------------------------- | ------------------ | ------------------------------------------------------------------------------------- | ------------------ | ----------------------------------------------------------------------------------------- | ------------------ |
| 100 м (ветер: +1,1 м/с)             | Екатерина Лещёва Волгоградская область                                                       | 11,25              | Наталья Игнатова Москва Брянская область                                              | 11,26              | Ирина Хабарова Свердловская область                                                       | 11,32              |
| 200 м (ветер: −1,4 м/с)             | Екатерина Лещёва Волгоградская область                                                       | 22,70              | Ирина Хабарова Свердловская область                                                   | 22,83              | Мария Энкина Пермская область                                                             | 23,12              |
| 400 м                               | Олеся Зыкина Тульская область                                                                | 50,15              | Анастасия Капачинская Москва                                                          | 50,97              | Ирина Росихина Москва Ростовская область                                                  | 51,20              |
| 800 м                               | Светлана Черкасова Москва Хабаровский край                                                   | 1.57,59            | Наталья Цыганова Московская область Челябинская область                               | 1.57,97            | Ирина Мистюкевич Курганская область                                                       | 1.58,02            |
| 1500 м                              | Татьяна Томашова Пермская область                                                            | 4.03,96            | Елена Задорожная Иркутская область                                                    | 4.04,89            | Юлия Косенкова Москва Омская область                                                      | 4.05,83            |
| 5000 м                              | Ольга Россеева Москва Чувашия                                                                | 15.35,83           | Людмила Васильева Приморский край                                                     | 15.37,22           | Галина Александрова Москва Чувашия                                                        | 15.46,99           |
| 10 000 м                            | Людмила Бикташева Москва Свердловская область                                                | 31.30,6            | Людмила Петрова Чувашия                                                               | 32.10,0            | Галина Александрова Москва Чувашия                                                        | 32.29,4            |
| 3000 м с препятствиями              | Екатерина Волкова Москва Курская область                                                     | 9.54,46            | Наталья Черепанова Москва Омская область                                              | 9.59,42            | Римма Пушкина Чувашия                                                                     | 10.06,37           |
| 100 м с барьерами (ветер: +0,8 м/с) | Светлана Лаухова Санкт-Петербург                                                             | 12,72              | Ирина Коротя Московская область Краснодарский край                                    | 12,91              | Наталья Шеходанова Чувашия Красноярский край                                              | 12,96              |
| 400 м с барьерами                   | Юлия Носова Красноярский край                                                                | 55,67              | Екатерина Бахвалова Санкт-Петербург                                                   | 56,40              | Евгения Исакова Санкт-Петербург                                                           | 56,55              |
| Прыжок в высоту                     | Екатерина Александрова Свердловская область Омская область                                   | 1,95 м             | Елена Елесина Московская область Челябинская область                                  | 1,95 м             | Елена Гуляева Москва                                                                      | 1,95 м             |
| Прыжок в высоту                     | Екатерина Александрова Свердловская область Омская область                                   | 1,95 м             | Елена Елесина Московская область Челябинская область                                  | 1,95 м             | Татьяна Бабашкина Ярославская область                                                     | 1,95 м             |
| Прыжок с шестом                     | Светлана Феофанова Москва                                                                    | 4,70 м             | Елена Исинбаева Волгоградская область                                                 | 4,30 м             | Анастасия Иванова Санкт-Петербург                                                         | 4,20 м             |
| Прыжок в длину                      | Татьяна Котова Москва Алтайский край                                                         | 7,09 м (+0,8 м/с)  | Ольга Рублёва Волгоградская область                                                   | 6,86 м (+0,3 м/с)  | Людмила Галкина Саратовская область                                                       | 6,69 м (+1,5 м/с)  |
| Тройной прыжок                      | Татьяна Лебедева Волгоградская область                                                       | 14,84 м (+0,9 м/с) | Елена Олейникова Москва                                                               | 14,59 м (+0,3 м/с) | Ольга Ершова Москва Алтайский край                                                        | 14,37 м (+0,8 м/с) |
| Толкание ядра                       | Лариса Пелешенко Санкт-Петербург                                                             | 20,79 м            | Светлана Кривелёва Московская область                                                 | 20,17 м            | Ирина Коржаненко Ростовская область                                                       | 19,37 м            |
| Метание диска                       | Наталья Садова Нижегородская область                                                         | 62,23 м            | Оксана Есипчук Санкт-Петербург Брянская область                                       | 60,87 м            | Валентина Иванова Москва Волгоградская область                                            | 60,31 м            |
| Метание молота                      | Ольга Кузенкова Смоленская область                                                           | 73,40 м            | Татьяна Константинова Смоленская область                                              | 63,28 м            | Алла Давыдова Москва                                                                      | 61,92 м            |
| Метание копья                       | Татьяна Шиколенко Краснодарский край                                                         | 62,81 м            | Екатерина Ивакина Ставропольский край                                                 | 62,38 м            | Оксана Ярыгина Ставропольский край                                                        | 59,27 м            |
| Семиборье                           | Алёна Виндюк Томская область                                                                 | 6146 очков         | Татьяна Гордеева Волгоградская область                                                | 6071 очко          | Светлана Парфёнова Адыгея Ростовская область                                              | 6030 очков         |
| Эстафета 4×100 м                    | Свердловская область Маргарита Конойко Ольга Фёдорова Наталья Михайловская Наталья Хрущелёва | 44,38              | Челябинская область Елена Миронова Наталья Яськина Дарья Курочкина Татьяна Вешкурова  | 45,79              | Ростовская область · Ольга Гончарова · Юлия Гущина · Ольга Повтарёва · Екатерина Бутусова | 45,81              |
| Эстафета 4×400 м                    | Москва · Елена Семёнова · Татьяна Левина · Наталья Иванова · Ирина Росихина                  | 3.32,06            | Санкт-Петербург · Елена Бодунова · Анна Кнороз · Евгения Исакова · Екатерина Куликова | 3.33,07            | Нижегородская область Екатерина Носко Ильмира Буйнова Варвара Семёнова Марина Гришакова   | 3.35,75            |

## Зимний чемпионат России по длинным метаниям
Зимний чемпионат России по длинным метаниям 2001 прошёл 24—25 февраля в Адлере. В женском метании молота серебряный призёр Олимпийских игр Ольга Кузенкова завоевала очередной, тринадцатый, титул чемпионки страны, опередив ближайшую конкурентку почти на 8 метров — 73,62 м.

### Мужчины
| Дисциплина     | Золото                                | Золото  | Серебро                                       | Серебро | Бронза                            | Бронза  |
| -------------- | ------------------------------------- | ------- | --------------------------------------------- | ------- | --------------------------------- | ------- |
| Метание диска  | Александр Боричевский Санкт-Петербург | 62,29 м | Илья Костин Ярославская область               | 60,61 м | Юрий Сеськин Санкт-Петербург      | 58,83 м |
| Метание молота | Илья Коновалов Курская область        | 78,39 м | Алексей Загорный Москва Ярославская область   | 76,05 м | Сергей Кирмасов Орловская область | 74,94 м |
| Метание копья  | Юрий Рыбин Липецкая область           | 75,28 м | Александр Барановский Калининградская область | 72,40 м | Александр Иванов Санкт-Петербург  | 68,33 м |

### Женщины
| Дисциплина     | Золото                                         | Золото  | Серебро                               | Серебро | Бронза                                   | Бронза  |
| -------------- | ---------------------------------------------- | ------- | ------------------------------------- | ------- | ---------------------------------------- | ------- |
| Метание диска  | Валентина Иванова Москва Волгоградская область | 61,52 м | Наталья Амплеева Москва               | 58,92 м | Ольга Чернявская Ставропольский край     | 56,48 м |
| Метание молота | Ольга Кузенкова Смоленская область             | 73,62 м | Алла Давыдова Москва                  | 65,81 м | Татьяна Константинова Смоленская область | 63,99 м |
| Метание копья  | Татьяна Шиколенко Краснодарский край           | 61,12 м | Екатерина Ивакина Ставропольский край | 54,50 м | Лада Чернова Самарская область           | 54,46 м |

## Зимний чемпионат России по спортивной ходьбе
Зимний чемпионат России по спортивной ходьбе 2001 состоялся 3—4 марта в Адлере. Мужчины соревновались на дистанциях 20 км и 35 км, женщины — на 20 км. В женском заходе Олимпиада Иванова значительно превысила время официально зарегистрированного мирового рекорда, преодолев дистанцию за время 1:24.50. Однако, даже несмотря на соблюдение всех формальностей (сертификация трассы и допинг-контроль), достижение не было официально зарегистрировано ИААФ. Ещё один рекорд — на счету Виктора Бураева, установившего на дистанции 20 км высшее мировое достижение среди юниоров (до 20 лет) — 1:18.06.

### Мужчины
| Дисциплина      | Золото                                     | Золото  | Серебро                         | Серебро | Бронза                           | Бронза  |
| --------------- | ------------------------------------------ | ------- | ------------------------------- | ------- | -------------------------------- | ------- |
| Ходьба на 20 км | Дмитрий Есипчук Челябинская область        | 1:18.05 | Владимир Станкин Москва         | 1:19.14 | Алексей Кронин Самарская область | 1:21.58 |
| Ходьба на 35 км | Алексей Воеводин Москва Пензенская область | 2:28.46 | Юрий Андронов Самарская область | 2:29.10 | Владимир Андреев Чувашия         | 2:29.31 |

### Женщины
| Дисциплина      | Золото                    | Золото  | Серебро                             | Серебро | Бронза                   | Бронза  |
| --------------- | ------------------------- | ------- | ----------------------------------- | ------- | ------------------------ | ------- |
| Ходьба на 20 км | Олимпиада Иванова Чувашия | 1:24.50 | Татьяна Гудкова Челябинская область | 1:30.12 | Антонина Петрова Чувашия | 1:31.12 |

## Чемпионат России по горному бегу (вверх)
II чемпионат России по горному бегу (вверх) состоялся 18 марта 2001 года в Кисловодске, Ставропольский край. Участники выявляли сильнейших на трассе, проложенной на склоне горы Большое Седло. На старт вышли 24 участника (17 мужчин и 7 женщин) из 13 регионов России. Развязка мужского забега наступила за 100 метров до финиша: Александр Гурин обошёл 20-летнего Алексея Веселова и выиграл звание чемпиона страны.

### Мужчины
| Дисциплина                         | Золото                            | Золото | Серебро                         | Серебро | Бронза                    | Бронза |
| ---------------------------------- | --------------------------------- | ------ | ------------------------------- | ------- | ------------------------- | ------ |
| 10 км перепад высот: +800 м −300 м | Александр Гурин Самарская область | 50.25  | Алексей Веселов Санкт-Петербург | 50.34   | Айрат Кашаев Башкортостан | 50.54  |

### Женщины
| Дисциплина                          | Золото                                   | Золото | Серебро                       | Серебро | Бронза                             | Бронза |
| ----------------------------------- | ---------------------------------------- | ------ | ----------------------------- | ------- | ---------------------------------- | ------ |
| 7,5 км перепад высот: +605 м −105 м | Светлана Демиденко Нижегородская область | 39.57  | Алеся Луцковская Башкортостан | 41.38   | Ирина Можарова Саратовская область | 43.13  |

## Чемпионат России по бегу на 100 км
Чемпионат России по бегу на 100 километров прошёл 22 апреля в подмосковном городе Черноголовка. На старт вышли 60 легкоатлетов (53 мужчины и 7 женщин). По традиции высокие результаты были показаны в мужском забеге, где 6 человек пробежали дистанцию быстрее 7 часов и первые 2 спортсмена выполнили норматив мастера спорта международного класса. Чемпионом стал Владимир Нетреба, грамотно разложивший силы по дистанции: на середине он проигрывал лидеру более 11 минут, после чего постепенно сокращал отрыв. Вторую половину ему удалось преодолеть на 5 минут быстрее первой (3:17.46 и 3:12.21).

### Мужчины
| Дисциплина | Золото                              | Золото  | Серебро                      | Серебро | Бронза                    | Бронза  |
| ---------- | ----------------------------------- | ------- | ---------------------------- | ------- | ------------------------- | ------- |
| 100 км     | Владимир Нетреба Пензенская область | 6:30.07 | Алексей Белослудцев Удмуртия | 6:31.40 | Ильдар Ахметшин Татарстан | 6:40.57 |

### Женщины
| Дисциплина | Золото                                 | Золото  | Серебро                                | Серебро | Бронза                               | Бронза  |
| ---------- | -------------------------------------- | ------- | -------------------------------------- | ------- | ------------------------------------ | ------- |
| 100 км     | Екатерина Малафеева Мурманская область | 8:10.45 | Ирина Реутович Калининградская область | 8:19.04 | Елена Сидоренкова Смоленская область | 8:49.02 |

## Чемпионат России по марафону
Чемпионат России по марафону 2001 состоялся 5 мая в Москве. Победительница женского забега, Фирая Султанова-Жданова, спустя 8 лет завоевала свой очередной, третий, титул чемпионки страны на марафонской дистанции.

### Мужчины
| Дисциплина | Золото                | Золото  | Серебро                          | Серебро | Бронза                               | Бронза  |
| ---------- | --------------------- | ------- | -------------------------------- | ------- | ------------------------------------ | ------- |
| Марафон    | Михаил Романов Москва | 2:16.08 | Андрей Чернышов Липецкая область | 2:18.39 | Олег Княгин Москва Кировская область | 2:18.42 |

### Женщины
| Дисциплина | Золото                            | Золото  | Серебро                             | Серебро | Бронза                  | Бронза  |
| ---------- | --------------------------------- | ------- | ----------------------------------- | ------- | ----------------------- | ------- |
| Марафон    | Фирая Султанова-Жданова Татарстан | 2:34.58 | Ирина Сафарова Оренбургская область | 2:37.20 | Альбина Иванова Чувашия | 2:39.16 |

## Чемпионат России по суточному бегу по стадиону
Чемпионат России по суточному бегу по стадиону прошёл 12—13 мая на стадионе «Октябрь» в Москве в рамках X сверхмарафона «Сутки бегом». На старт вышли 48 легкоатлетов из 19 регионов страны (41 мужчина и 7 женщин).

### Мужчины
| Дисциплина   | Золото                            | Золото    | Серебро                         | Серебро   | Бронза                                | Бронза    |
| ------------ | --------------------------------- | --------- | ------------------------------- | --------- | ------------------------------------- | --------- |
| Суточный бег | Иван Лабутин Владимирская область | 243 323 м | Эдуард Хиров Московская область | 233 201 м | Сергей Тараханов Владимирская область | 230 250 м |

### Женщины
| Дисциплина   | Золото                              | Золото    | Серебро                             | Серебро   | Бронза                         | Бронза    |
| ------------ | ----------------------------------- | --------- | ----------------------------------- | --------- | ------------------------------ | --------- |
| Суточный бег | Людмила Калинина Ивановская область | 182 041 м | Зинаида Шабалина Московская область | 154 536 м | Ольга Кырова Иркутская область | 145 462 м |

## Чемпионат России по горному бегу (вверх-вниз)
III чемпионат России по горному бегу (вверх-вниз) состоялся 19 мая 2001 года в посёлке Токсово, Ленинградская область. На старт вышел 31 участник (26 мужчин и 5 женщин) из 8 регионов страны.

### Мужчины
| Дисциплина                           | Золото                      | Золото | Серебро                            | Серебро | Бронза                          | Бронза  |
| ------------------------------------ | --------------------------- | ------ | ---------------------------------- | ------- | ------------------------------- | ------- |
| 12 км перепад высот: +1400 м −1400 м | Александр Болтачёв Удмуртия | 57.39  | Эдуард Архипов Костромская область | 1:00.18 | Роман Зорин Ярославская область | 1:02.00 |

### Женщины
| Дисциплина                          | Золото                                   | Золото | Серебро                            | Серебро | Бронза                           | Бронза |
| ----------------------------------- | ---------------------------------------- | ------ | ---------------------------------- | ------- | -------------------------------- | ------ |
| 6,9 км перепад высот: +800 м −800 м | Светлана Демиденко Нижегородская область | 38.25  | Ирина Можарова Саратовская область | 42.31   | Наталья Артёмова Санкт-Петербург | 44.54  |

## Чемпионат России по спортивной ходьбе
Чемпионат России по спортивной ходьбе 2001 года прошёл 16—17 июня в Чебоксарах. Были разыграны 3 комплекта медалей на олимпийских дистанциях 20 км у мужчин и женщин и 50 км у мужчин. Трасса была проложена по набережной залива реки Волги. Второе место в мужском заходе на 50 км занял выступавший вне конкурса Герман Санчес из Мексики (3:44.50).

### Мужчины
| Дисциплина      | Золото                                     | Золото  | Серебро                               | Серебро | Бронза                | Бронза  |
| --------------- | ------------------------------------------ | ------- | ------------------------------------- | ------- | --------------------- | ------- |
| Ходьба на 20 км | Роман Рассказов Мордовия                   | 1:20.35 | Алексей Кронин Самарская область      | 1:20.45 |                       |         |
| Ходьба на 50 км | Алексей Воеводин Москва Пензенская область | 3:44.32 | Андрей Плотников Владимирская область | 3:50.32 | Семён Ловкин Удмуртия | 3:53.45 |

### Женщины
| Дисциплина      | Золото                  | Золото  | Серебро                   | Серебро | Бронза                              | Бронза  |
| --------------- | ----------------------- | ------- | ------------------------- | ------- | ----------------------------------- | ------- |
| Ходьба на 20 км | Елена Николаева Чувашия | 1:28.11 | Лариса Емельянова Чувашия | 1:30.49 | Татьяна Гудкова Челябинская область | 1:32.15 |

## Чемпионат России по суточному бегу по шоссе
Чемпионат России по суточному бегу по шоссе прошёл 8—9 сентября в Санкт-Петербурге в рамках 15-го пробега «Испытай себя». На старт вышли 37 легкоатлетов (33 мужчины и 4 женщины).

### Мужчины
| Дисциплина   | Золото                          | Золото    | Серебро                   | Серебро   | Бронза                             | Бронза    |
| ------------ | ------------------------------- | --------- | ------------------------- | --------- | ---------------------------------- | --------- |
| Суточный бег | Эдуард Хиров Московская область | 244 340 м | Тимур Абзалилов Татарстан | 240 364 м | Николай Фоканов Московская область | 231 861 м |

### Женщины
| Дисциплина   | Золото                              | Золото    | Серебро                        | Серебро   | Бронза           | Бронза |
| ------------ | ----------------------------------- | --------- | ------------------------------ | --------- | ---------------- | ------ |
| Суточный бег | Зинаида Шабалина Московская область | 158 837 м | Ольга Кырова Иркутская область | 155 280 м | не вручалась [a] |        |

a  Среди женщин только две участницы показали зачётные результаты.

## Состав сборной России для участия в чемпионате мира
По итогам чемпионата и с учётом выполнения необходимых нормативов, в состав сборной для участия в чемпионате мира по лёгкой атлетике в Эдмонтоне вошли 83 атлета:
Мужчины
400 м: Дмитрий Головастов.

Эстафета 4х400 м: Дмитрий Головастов, Андрей Семёнов, Виталий Игнатов, Дмитрий Форшев, Руслан Мащенко.

800 м: Борис Кавешников.

110 м с барьерами: Евгений Печёнкин.

400 м с барьерами: Борис Горбань, Руслан Мащенко.

Прыжок в высоту: Вячеслав Воронин — имел специальное приглашение ИААФ как действующий чемпион мира, Сергей Клюгин, Ярослав Рыбаков, Алексей Кравцов.

Прыжок с шестом: Максим Тарасов — имел специальное приглашение ИААФ как действующий чемпион мира, позднее снялся с турнира, Василий Горшков.

Прыжок в длину: Данил Буркеня, Виталий Шкурлатов.

Тройной прыжок: Игорь Спасовходский — имел освобождение от отбора.

Толкание ядра: Павел Чумаченко.

Метание диска: Дмитрий Шевченко.

Метание молота: Сергей Кирмасов, Илья Коновалов, Василий Сидоренко.

Метание копья: Сергей Макаров, Александр Иванов.

Десятиборье: Лев Лободин — имел освобождение от отбора.

Ходьба 20 км: Илья Марков — имел специальное приглашение ИААФ как действующий чемпион мира, Владимир Андреев, Виктор Бураев, Роман Рассказов.

Ходьба 50 км: Владимир Потёмин, Николай Матюхин, Алексей Воеводин.
Женщины
100 м: Наталья Игнатова, Марина Кислова.

200 м: Екатерина Лещёва, Ирина Хабарова.

Эстафета 4х100 м: Екатерина Лещёва, Наталья Игнатова, Ирина Хабарова, Марина Кислова, Лариса Круглова.

400 м: Олеся Зыкина, Анастасия Капачинская, Наталья Антюх.

Эстафета 4х400 м: Олеся Зыкина, Анастасия Капачинская, Ирина Росихина, Наталья Антюх, Наталья Шевцова, Юлия Носова.

800 м: Светлана Черкасова, Наталья Цыганова, Ирина Мистюкевич.

1500 м: Юлия Косенкова, Наталья Горелова, Ольга Нелюбова.

5000 м: Ольга Егорова, Татьяна Томашова, Елена Задорожная.

10 000 м: Людмила Бикташева, Людмила Петрова.

Марафон: Светлана Захарова, Ирина Тимофеева, Любовь Моргунова, Фирая Султанова-Жданова.

100 м с барьерами: Светлана Лаухова, Ирина Коротя, Наталья Шеходанова.

400 м с барьерами: Юлия Носова.

Прыжок в высоту: Екатерина Александрова, Елена Елесина, Елена Гуляева.

Прыжок с шестом: Светлана Феофанова.

Прыжок в длину: Татьяна Котова, Ольга Рублёва, Людмила Галкина.

Тройной прыжок: Татьяна Лебедева, Елена Олейникова, Ольга Ершова.

Толкание ядра: Лариса Пелешенко, Светлана Кривелёва, Ирина Коржаненко.

Метание диска: Наталья Садова.

Метание молота: Ольга Кузенкова.

Метание копья: Татьяна Шиколенко.

Семиборье: Елена Прохорова, Наталья Рощупкина, Ирина Белова.

Ходьба 20 км: Олимпиада Иванова, Елена Николаева, Наталья Федоськина.